# Quo vadis? (romanzo)
Quo vadis?, opera letteraria dello scrittore polacco Henryk Sienkiewicz, è un romanzo storico dapprima pubblicato a puntate nel 1895 sulla Gazzetta Polacca e quindi raccolto in un unico volume nel 1896, portò a livello internazionale la fama dell'autore, che per questo divenne Premio Nobel per la letteratura nel 1905.
Sullo sfondo della Roma imperiale, soffocata dalla tirannide di Nerone, viene narrata la storia d'amore contrastata e impossibile fra Ligia, una cristiana proveniente dai Ligi, e Marco Vinicio, patrizio romano. Il loro è un amore solcato dalle differenze ideologiche che dividono i loro mondi: quello pagano, nel suo massimo splendore di gloria e nella sua massima decadenza morale, e quello dei cristiani delle catacombe, impregnato di preghiera e amore fraterno. La loro storia affonda dunque in quella serie di avvenimenti storici che condurranno al grande incendio di Roma del 64 e, di conseguenza, alla successiva persecuzione anti-cristiana.
Sienkiewicz decise di dare questo titolo al suo romanzo in ricordo del famoso episodio - ripreso da una tradizione popolare non contenuta nei Vangeli - nel quale Gesù appare a san Pietro, il quale gli rivolge appunto la domanda: Quo vadis, Domine? (Dove vai, Signore?).

### Indice dei capitoli

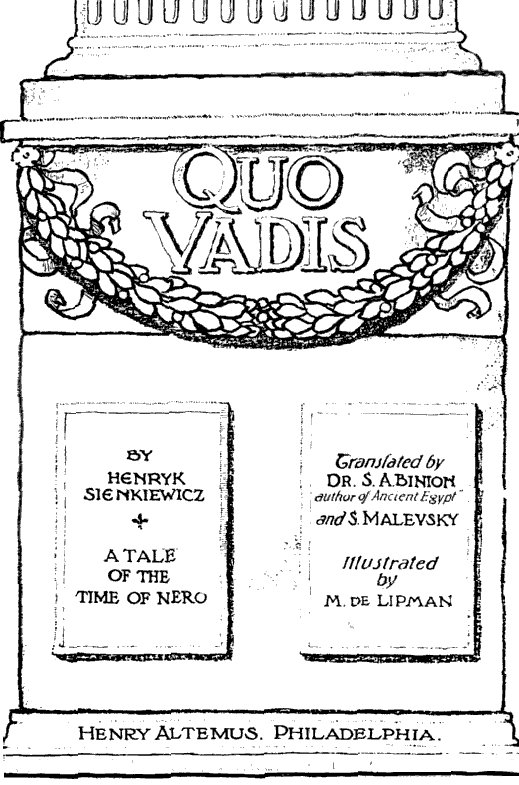
Frontespizio della prima edizione statunitense (1897)

#### Capitolo I

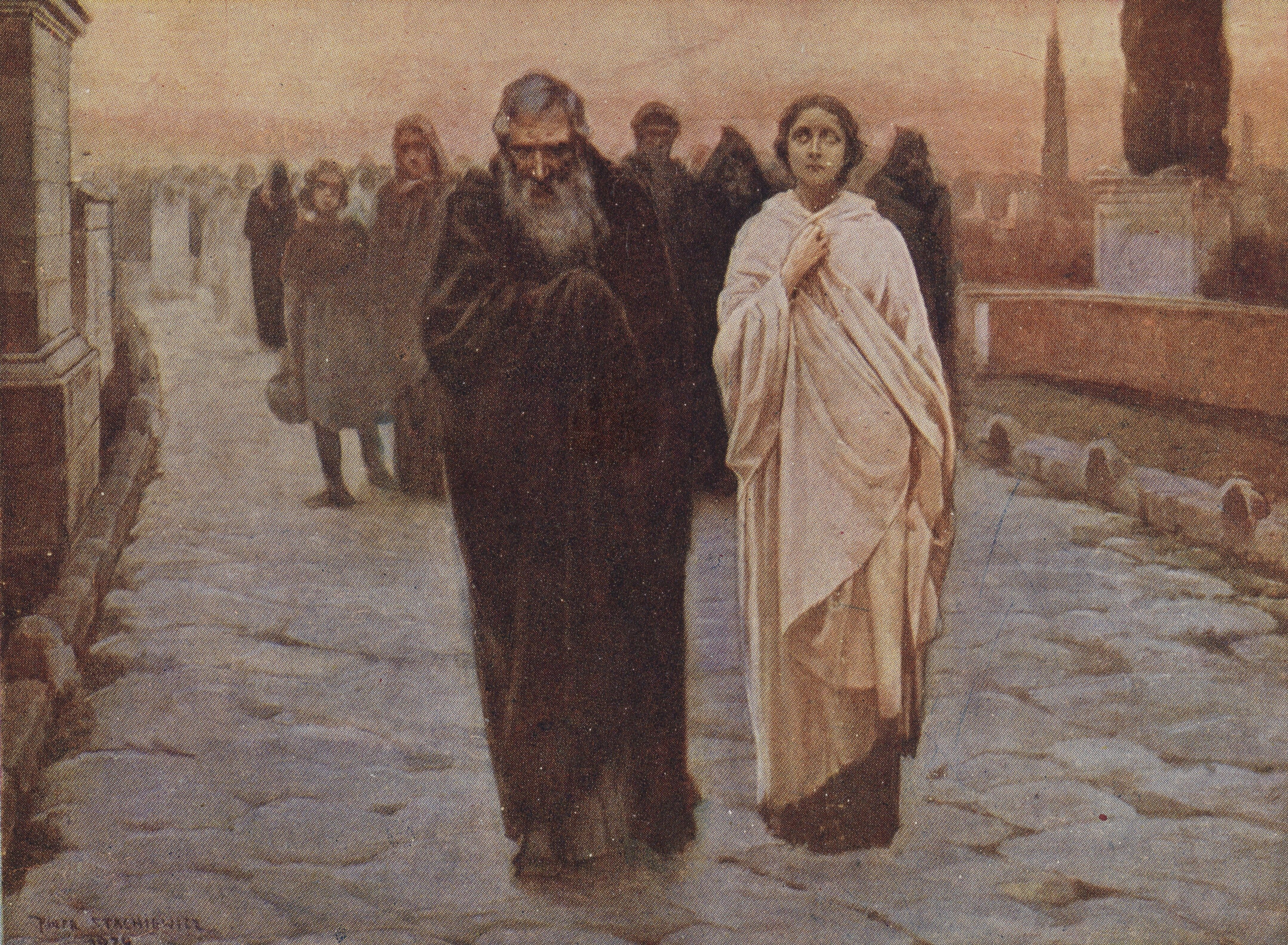
Apostolo Pietro con Ligia di Piotr Stachiewicz, 1938

#### Capitolo V

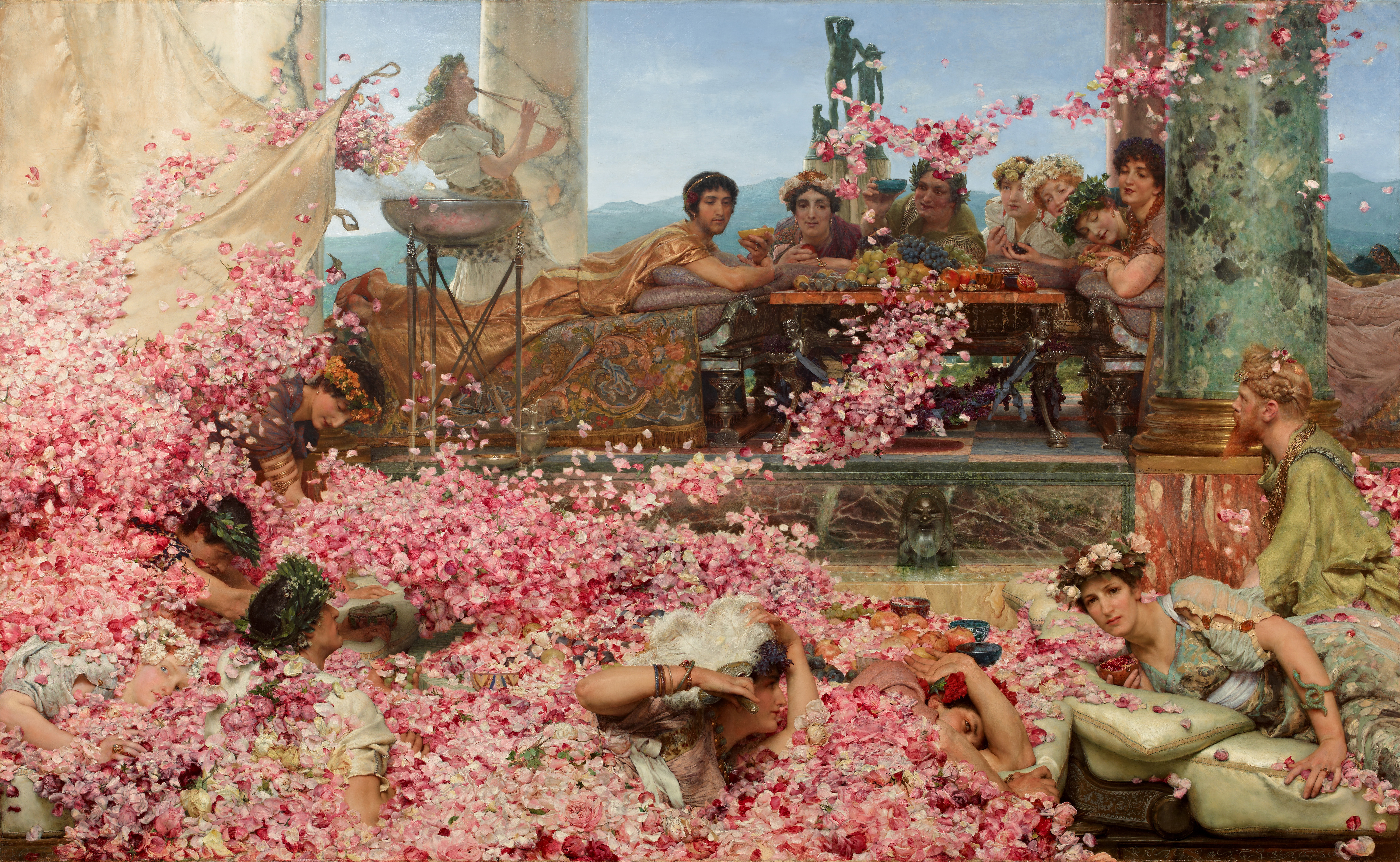
Le rose di Eliogabalo di Lawrence Alma-Tadema, tipico esempio di sontuoso banchetto nell'Antica Roma

#### Capitolo XI

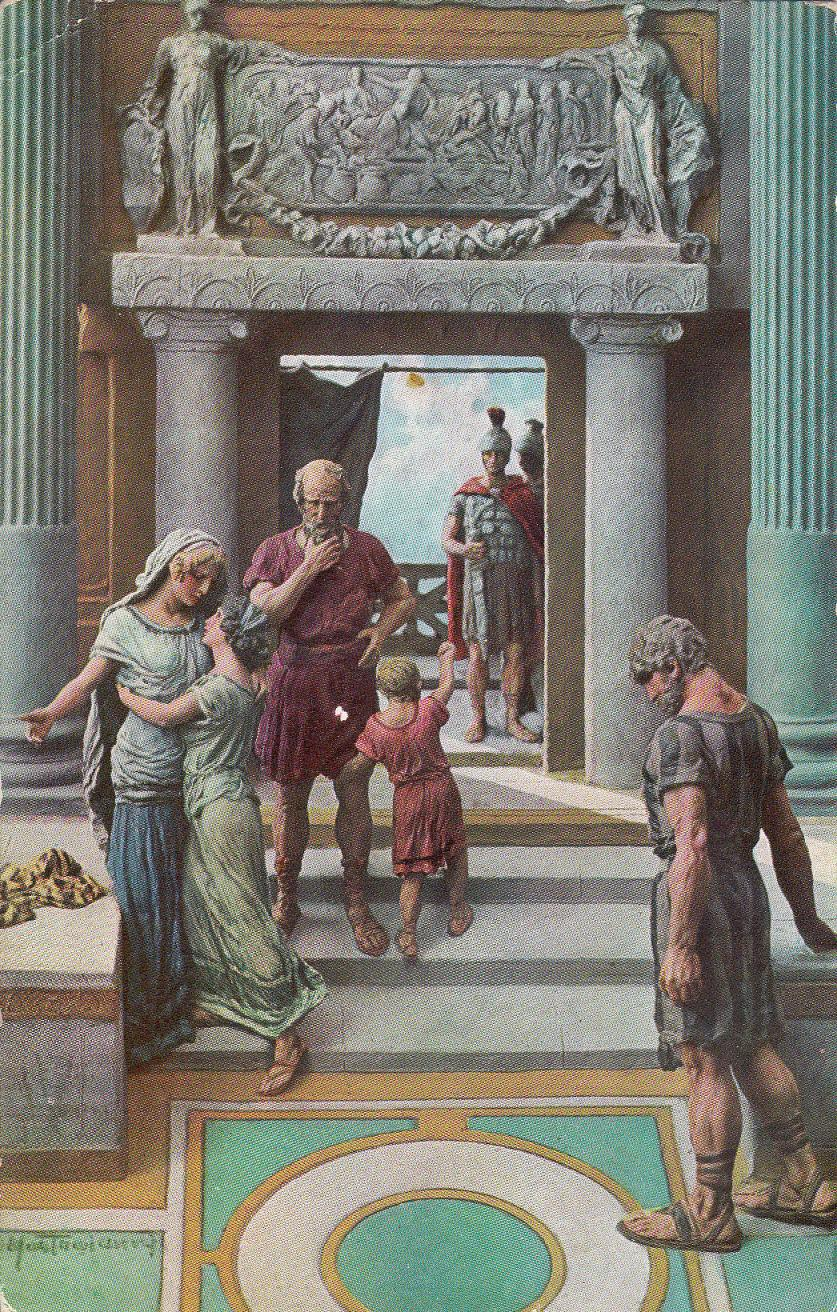
Ligia lascia la casa di Domenico Mastroianni, 1913

#### Patrizi romani

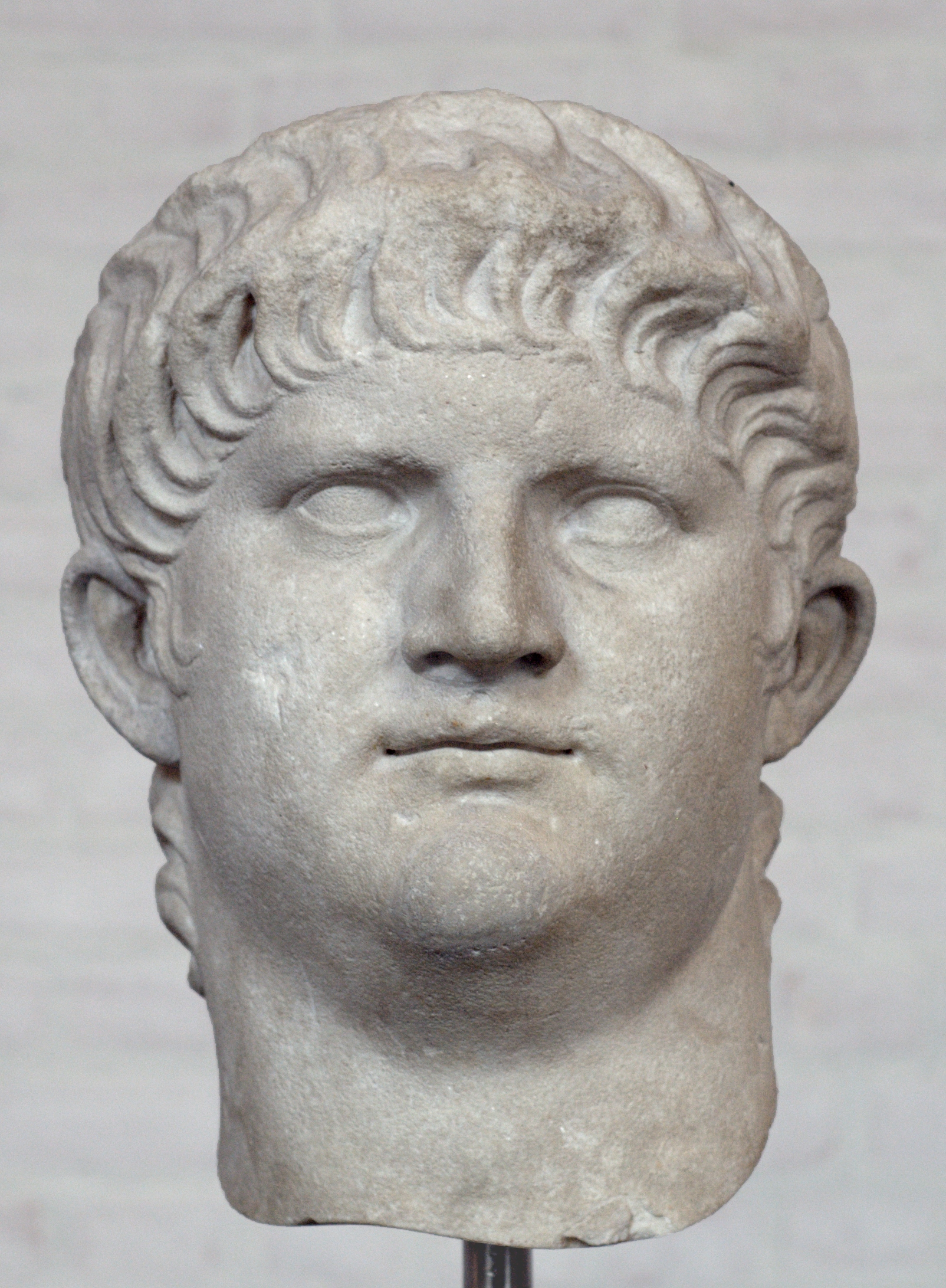
L'imperatore Nerone

#### Cristiani

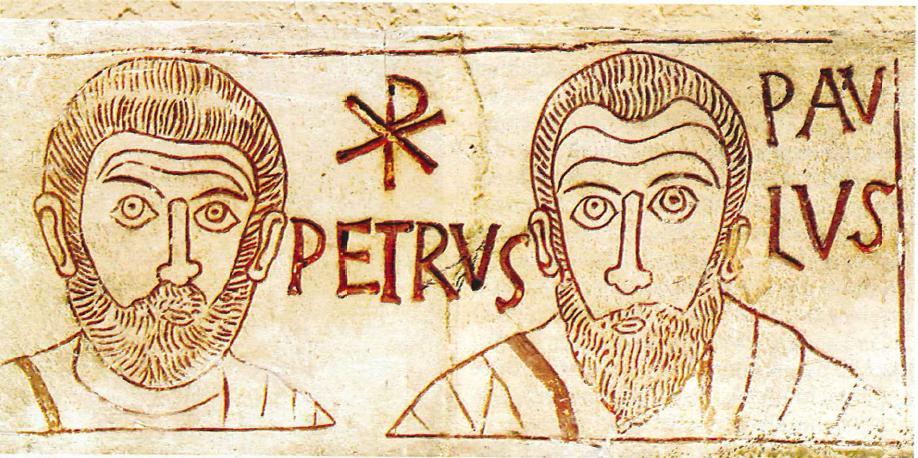
Gli apostoli Pietro e Paolo in un'antica iscrizione del IV secolo

## Trama